# Jean de La Forêt

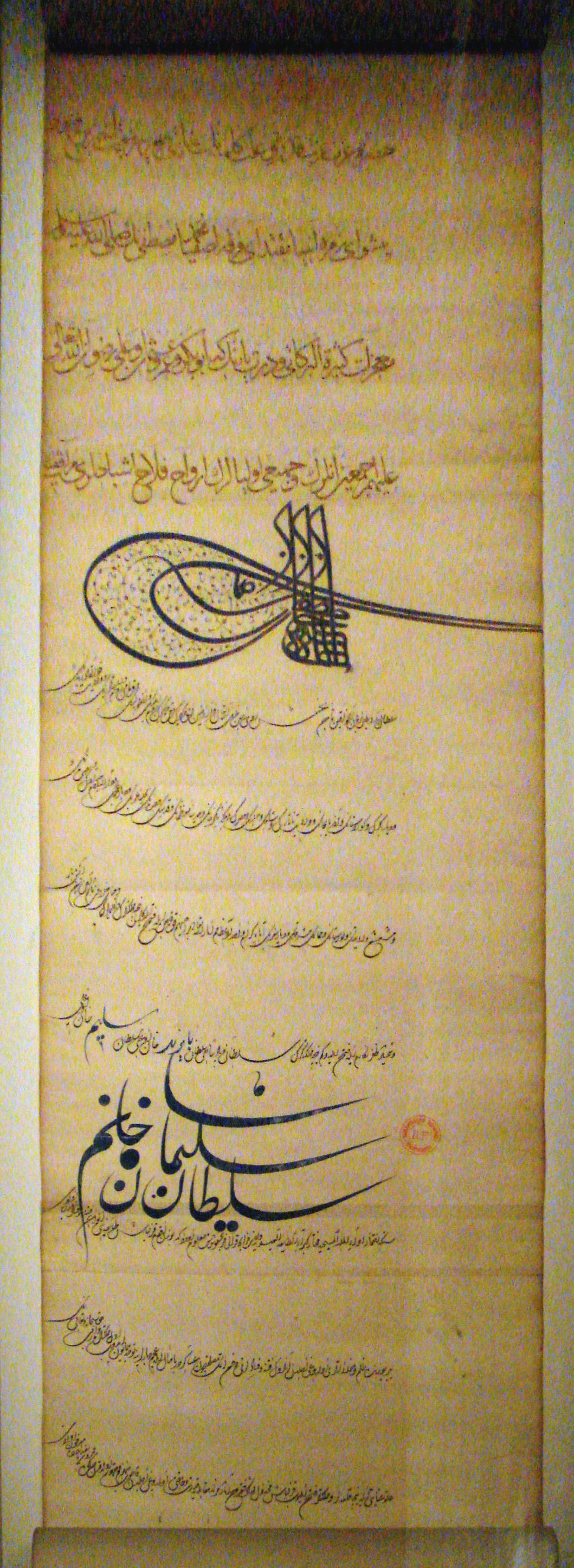
Schreiben des Sultans Süleyman von 1536 an Franz I., mit einem Bericht über seinen militärischen Erfolg im Irak und der Anerkennung von Jean de La Forêt als erster ständiger Botschafter Frankreichs.

Jean de La Forêt, auch Jean de La Forest († 1537 in Konstantinopel, Osmanisches Reich) war ein französischer Diplomat und der erste französische Botschafter im Osmanischen Reich.

## Biografie
Nach Verhandlungen in Tunis mit Chaireddin Barbarossa, dem er militärische Hilfe gegen die Republik Genua anbot und ihm riet, mit seiner Flotte Korsika sowie die Küsten Spaniens kriegerisch zu überfallen, gelangte Jean de La Forêt im Mai 1534 in Begleitung seines Cousins Charles de Marillac (1510–1560) und des Gelehrten Guillaume Postel nach Konstantinopel. Dorthin war er von König Franz I. als erster Botschafter Frankreichs im Osmanischen Reich entsandt worden, mit dem Auftrag, das französisch-osmanische Bündnis zu stärken. Dieses Bündnis war gegen die hegemonialen Bestrebungen Karls V. und allgemein gegen die Herrschaft der Habsburgermonarchie in Europa gerichtet (siehe dazu Habsburgisch-französischer Gegensatz). Der königliche Auftrag, ausgestellt von Kanzler Antoine Duprat, enthielt die Anordnung an Jean de La Forêt, eine Million Golddukaten von Sultan Süleyman I. einzufordern, und dass seine Armee in Sizilien und Sardinien einmarschieren und dort einen von La Forêt ernannten König einsetzen sollte. 
De La Forêt begleitete den Sultan nach Aserbaidschan im Osmanisch-Safawidischen Krieg, von wo sie gemeinsam im Frühjahr 1536 nach Konstantinopel zurückkehrten. Nach der Errichtung einer französischen Botschaft und einer christlichen Kapelle im Quartier Galata, und nach Verhandlungen im Jahre 1535 mit dem Großwesir Ibrahim Pascha konnte der Botschafter am 18. Februar 1536, kurz vor Ibrahim Paschas Ermordung, eine Kapitulation abschließen. Sie löste den Dritten Italienischen Krieg aus, der bis 1538 dauerte. 
Gemäß diesem Abkommen mit dem Großwesir, wovon nur ein Entwurf erhalten ist, sollten Franzosen in sämtlichen osmanischen Häfen Handelsprivilegien erhalten, von der Steuer für Schutzbefohlene befreit und nach ihren eigenen Gesetzen in einem exterritorialen Konsulargericht beurteilt werden. Ein ähnlicher Vertrag, in dem gleichfalls steuerliche Erleichterungen und Handelskonzessionen gewährt wurden, war zuvor zwischen der Hohen Pforte und Venedig unterzeichnet worden, und er sollte als Modell für die Ungleichen Verträge dienen, die im 19. Jahrhundert zwischen westlichen Mächten und asiatischen Staaten geschlossen wurden.
Der in Spanien geborene Antonio Rincon bzw. Antoine de Rincon († 1541 in Rivoli), der von 1530 bis 1533 als Gesandter in Konstantinopel gewirkt hatte, wurde nach de La Forêts Tod 1537 sein Nachfolger als Botschafter.